# Sören Claeson
Ove Sören Claeson (* 28. srpna 1960 Heby, Švédsko) je bývalý švédský zápasník, reprezentant v zápase řecko-římském. V roce 1984 vybojoval na olympijských hrách v Los Angeles bronzovou medaili ve váhové kategorii do 82 kg. Na hrách v Moskvě o čtyři roky dříve, stejně tak na hrách v Soulu v roce 1988 (tam však již ve váhové kategorii do 100 kg) nepostoupil ze skupiny.